# Launa-Deutsch
Launa-Deutsch (umgangssprachliche Aussprache von spanisch laguna „See“, daher manchmal auch Laguner-Deutsch) ist in Chile eine abfällige Bezeichnung für die rund um den Llanquihue-See gesprochene Varietät des Deutschen. Sie ist durch einen von spanischen Interferenzen beeinflussten Sprachgebrauch gekennzeichnet.

## Wortbeispiele
Abkürzungen: m. = männlich (maskulin), w. = weiblich (feminin), s. = sächlich (neutral), präp. = Präposition, v. = Verb, * = siehe das betreffende Wortbeispiel
examen (s.) (Llanquihue)
(span.) Ärztliche Untersuchung.
in (präp.) (Puerto Varas)
(Hispanismus) Auf. Ich geh in ein Fest.
kompetenz (w.) (Llanquihue)
(span. „competencia“) Konkurrenz. Der freie Wettbewerb zeichnet sich durch starke Kompetenz aus. – Dieses international operierende Unternehmen macht uns starke Kompetenz.
letschern (v.) (Llanquihue)
(span. „lechar“) Melken. Die Vacken* müssen jeden Tag geletschert werden.
ordinär (adj.) (Llanquihue)
(span. „ordinario“) Gewöhnlich, herkömmlich, normal. Ich mag Briefe schreiben mit ordinärer Post, keine unpersönlichen E-Mails. – Es passiert nichts Ungewöhnliches an so einem ordinären Tag wie heute.
pappe (m.) (Llanquihue)
(span. „papa“) Kartoffel. Kannst du bitte ein paar Pappen schälen?
pastelería (m.) (Llanquihue)
(span.) Bäckerei. Laß uns zur pastelería gehen! – Wir müssen nicht zur pastelería gehen, es ist zu teuer, wir machen unser Brot und allerlei Gebäck selbst.
vacke (w.) (Llanquihue)
(span. „vaca“) Kuh.